# Heciul Vechi, Sîngerei
Heciul Vechi este un sat din cadrul comunei Alexăndreni din raionul Sîngerei

## Etimologie
Denumirea satul Heciul, din ținutul Sorocii, reprezintă la origine termenul entopic „heci” (crengi, vreascuri), înrudit etimologic cu huci/huceag, având sensurile „pădure”, „desiș de pădure”, „deal înalt izolat, adesea împădurit”. Cuvintele heci, huci și huceag au pătruns în română din limba ucraineană. Un sat cu numele Heciu se află și pe râul Siret, menționat în anul 1409 în ținutul Iași.

## Geografie
Satul are o suprafață de circa 1,26 kilometri pătrați, cu un perimetru de 4,82 km. Distanța directă până în or. Sângerei este de 16 km. Distanța directă până în or. Chișinău este de 114 km.

### Resurse naturale
Suprafața terenului agricol în sectorul public este de 1007 ha, dintre care pământ arabil – 610 ha,  livezi – 46 ha. Sectorul privat – 152 ha.

## Istorie
Satul Heciul Vechi a fost menționat documentar în anul 1588:
„Din mila lui dumnezeu, noi Io Petru voievod, domn al Țării Moldovei. Facem cunoscut cu această carte a noastră, tuturor celor ce o vor vedea sau o vor auzi cetindu-se, că acest adevărat al nostru credincios și cinstit boier, jupan Andrei hatman ne-a slujit drept și credincios. De aceia noi, văzând slujba lui dreapta și credincioasă către noi, i-am miluit pe dânsul, cu deosebita noastră mila și i-am dat și i-am miluit pe dânsul dela noi, în țara noastră, în Moldova, cu un sat anume Zăvădinele, care este în ținutul Sorocii, pe râul Răut și pe amândouă părțile Răutului și cu loc de mori la râul Răutului, care acest sat a fost sat drept domnesc.

De aceia, i l-am făcut uric acest sat [Zăvădinele], ca sa-i fie lui dela domnia mea sat și ocina cu tot venitul și cu întreg hotarul, pentru că i l-am dat lui, pentru vislujenia lui, ce a slujit domniei mele și țării domniei mele.

Iar apoi, s'au sculat niște sate, anume Budăeștii și Heciul și alte sate, ce sunt în prejurul Zăvădenilor și ni s'au plâns și și-au cerut hotarnic pe credinciosul nostru Danciul fost pârcălab, ca să le hotărnicească lor dinspre satul Zăvădini. ...

...

Iar pentru mai mare putere și întărire a toate acestor mai sus scrise, am poruncit credinciosului și cinstitului nostru boier, jupan Lupul Stroici mare logofăt, să scrie si să atârne pecetea noastră la aceasta adevărata carte de seamă a noastră.

A scris Roșca uricar în Iași, în anul 7096 <1588> August 20.”
Hramul satului se sărbătorește la 22 mai, de Sf. Nicolae. Biserica din sat, cu același hram, a fost construită în 1791.

## Sfera socială
Satul Heciul Vechi dispune de 4 magazine, centru medical, o instituție preșcolară, școală de cultură generală, bibliotecă. În localitate sunt 205 de fântâni, 8 km drumuri, 531 instalații de alimentare cu gaz lichefiat.

## Demografie

### Structura etnică
Conform datelor recensământului populației din 2004, populația satului constituia 1591 de oameni, dintre care 49.72% - bărbați și 50.28% - femei.:
| Grup etnic                           | Populație | % Procentaj |
| ------------------------------------ | --------- | ----------- |
| Băștinași declarați Moldoveni/Români | 1 577     | 99.12%      |
| Ruși                                 | 7         | 0.44%       |
| Ucraineni                            | 7         | 0.44%       |
| Total                                | 1 591     | 100%        |